# Jagdgeschwader 104
La Jagdgeschwader 104 (JG 104) (104e escadron de chasseurs) est une unité de chasseurs de la Luftwaffe pendant la Seconde Guerre mondiale.
Active de 1943 à 1945, l'unité était destinée à la formation des pilotes de chasse.

## Opérations
La JG 104 opère sur différents avions au cours de son activité :
- Arado Ar 96
- Messerschmitt Bf 108 et Bf 109
- Bücker Bü 131 et Bü 133
- Focke-Wulf Fw 56, Fw 189  et Fw 190
- Fieseler Fi 156
- Gotha Go 145
- Fiat CR.42
- Heinkel He 51
- IAR-80
- Klemm Kl 32

## Organisation

### Stab. Gruppe
Formé le 20 mars 1943 à Fürth-Herzogenaurach  à partir du Stab/Jagdfliegerschule 4.

Il est dissous le 28 avril 1945.

Geschwaderkommodore (Commandant de l'escadron) :
| Début             | Fin               | Grade          | Nom                  |
| ----------------- | ----------------- | -------------- | -------------------- |
| 20 mars 1943      | 25 septembre 1943 | Major          | Hans Trübenbach      |
| 26 septembre 1943 | 26 avril 1944     | Oberstleutnant | Alfred Müller        |
| 27 avril 1944     | 7 août 1944       | Oberstleutnant | Hans Trübenbach      |
| 8 août 1944       | 28 avril 1945     | Major          | Reinhard Seiler (en) |

### I. Gruppe
Formé le 20 mars 1943 à Fürth à partir du I./JFS 4 avec :
- Stab I./JG 104 à partir du Stab I./JFS 4
- 1./JG 104 à partir du 1./JFS 4
- 2./JG 104 à partir du 2./JFS 4
- 3./JG 104 à partir du 3./JFS 4

Le 4./JG 104 est formé le 15 octobre 1944 à Deiningen à partir du 1./JG 111.
Le 15 décembre 1944, le 2./JG 104 devient 4./JG 104, et est reformé à partir du 7./JG 104, tandis que l'ancien 4./JG 104 devient 5./JG 104.
Gruppenkommandeure (Commandant de groupe) :
| Début        | Fin           | Grade     | Nom                           |
| ------------ | ------------- | --------- | ----------------------------- |
| 30 mars 1943 | 27 juin 1943  | Major     | Friedrich-Karl Rinow          |
| 1er mai 1943 | 27 juin 1943  | Hauptmann | Hermann Hollweg (par intérim) |
| 28 juin 1943 | 14 avril 1944 | Hauptmann | Karl-Heinz Meyer              |
| ?            | ?             | ?         | ?                             |
| 15 août 1944 | 28 avril 1945 | Hauptmann | Günther Rübell                |

### II. Gruppe
Formé le 15 octobre 1944 à Roth à partir du I/Jagdgeschwader 111 avec :
- Stab II./JG 104 à partir du Stab I./JG 111
- 5./JG 104 à partir du 2./JG 111
- 6./JG 104 à partir du 3./JG 111
- 7./JG 104 à partir du 4./JG 111
- 8./JG 104 nouvellement créé

Le 15 décembre 1944, le 5./JG 104 devient 7./JG 104, et est reformé à partir du 4./JG 104, tandis que l'ancien 7./JG 104 devient 2./JG 104.
Le II./JG 104 est dissous le 28 avril 1945.

Gruppenkommandeure :
| Début           | Fin             | Grade | Nom                         |
| --------------- | --------------- | ----- | --------------------------- |
| 15 octobre 1944 | 10 janvier 1945 | Major | Rolf-Günther Hermichen (en) |
| 11 janvier 1945 | 28 avril 1945   | Major | Friedrich-Karl Rinow        |